# Гарвард (Массачусетс)
Гарвард (англ. Harvard) — місто (англ. town) в США, в окрузі Вустер штату Массачусетс. Населення — 6851 особа (2020).

## Демографія
Згідно з переписом 2010 року, у місті мешкало 6520 осіб у 1893 домогосподарствах у складі 1523 родин. Було 2047 помешкань
Расовий склад населення:
| - 90,3 % — білих - 4,0 % — чорних або афроамериканців - 3,3 % — азіатів - 0,1 % — корінних американців |

До двох чи більше рас належало 1,9 %. Частка іспаномовних становила 4,0 % від усіх жителів.
За віковим діапазоном населення розподілялося таким чином: 22,9 % — особи молодші 18 років, 66,7 % — особи у віці 18—64 років, 10,4 % — особи у віці 65 років та старші. Медіана віку мешканця становила 42,8 року. На 100 осіб жіночої статі у місті припадало 137,9 чоловіків;  на 100 жінок у віці від 18 років та старших — 150,9 чоловіків також старших 18 років.
Середній дохід на одне домашнє господарство  становив 164 188 доларів США (медіана — 134 355), а середній дохід на одну сім'ю — 189 207 доларів (медіана — 160 417). Медіана доходів становила 103 488 доларів для чоловіків та 73 162 долари для жінок. За межею бідності перебувало 5,2 % осіб, у тому числі 5,0 % дітей у віці до 18 років та 3,2 % осіб у віці 65 років та старших.
Цивільне працевлаштоване населення становило 2711 осіб. Основні галузі зайнятості: освіта, охорона здоров'я та соціальна допомога — 23,9 %, науковці, спеціалісти, менеджери — 17,1 %, виробництво — 12,4 %, роздрібна торгівля — 9,9 %.